# Ondol

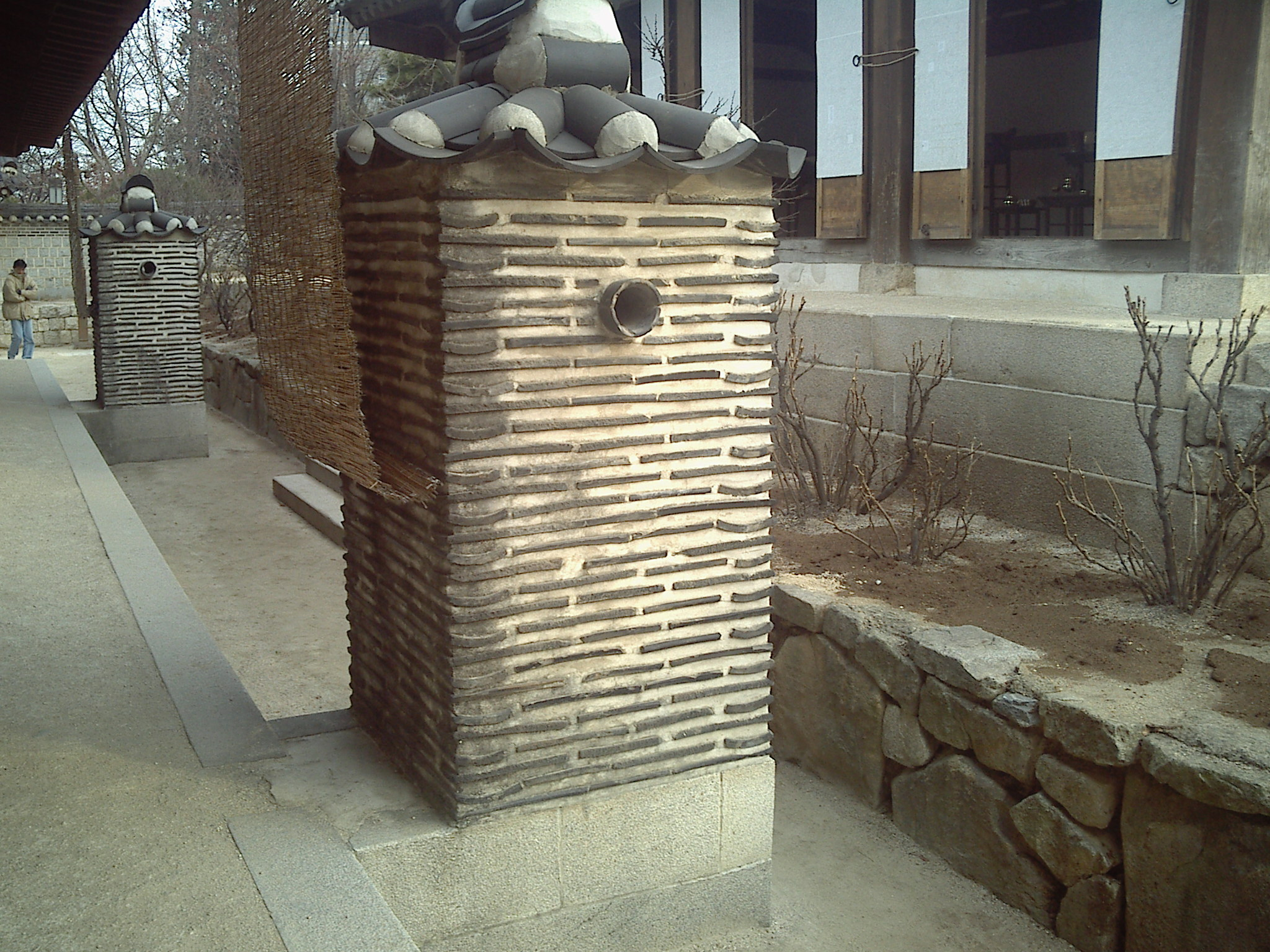
Ondol

Ondol (온돌 en coreano) es un sistema de calefacción tradicional de Corea. Fue introducido en el período de los Tres Reinos y en la actualidad se usa de forma modificada para calentar el suelo de una habitación.
Es semejante al hipocausto romano o a la gloria usada en Castilla desde el medievo.

## Nombre
Se le llama 구들/gudeul en coreano; aunque también existe el término ondol 온돌 (溫突 escrito antiguamente con letras chinas que significan literalmente caliente-piedra).

## Funcionamiento y estructura
Sus componentes principales son el fuego, o de aplicación moderna, la estufa (que también se usa para cocinar) ubicado a nivel de piso, un piso bajo calefacción que contiene pasajes horizontales para el humo, y una chimenea vertical para el escape. El piso se sustenta en pilas de piedra, y está hecho con losas pétreas, tierra y una capa penetrable como el papel y los extractos de pino. El extracto de pino le da un tinte amarillo cálido al piso, por lo que es también popular (sin el Ondol) en las casas modernas.
El funcionamiento consiste en el desplazamiento del calor desde el fuego o la estufa hacia la roca que se esconde bajo el piso.

## Papel que cumple y adaptaciones
El Ondol generalmente se ha usado como un espacio para sentarse y para dormir, con las esquinas más cálidas reservadas para los visitas. Algunos de los problemas con el Ondol incluyen la sobrecalefacción, la cual puede persistir por horas dado el grueso de la obra de fábrica, y envenenamiento de monóxido de carbono que pueden escapar a través de grietas en la superficie; a diferencia de la Gloria, el piso no es impermeable a los gases. Por estas razones, los Ondoles usados en las residencias modernas de Corea calientan el piso mediante tuberías de agua caliente o con cables eléctricos (al modo de la conocida en Occidente como calefacción radiante).

## Términos de su arquitectura
Agungi (아궁이)es el fuego o la estufa, donde se enciende la mecha para producir el calor. En el caso de pequeñas residencias, consiste en un solo agungi combinado con la cocina, o en el caso de aquellas con más espacio, se construye un agungi separado por habitación o por edificio.
Gudeul (구들)así se le refiere al piso completo de la habitación. Dependiendo de su construcción, si se levanta el gudeul se puede ver un espacio vacío, y debajo de ella están el bunomgi, el gudulgaejari, gorae, goraegejari, y el gulttukjari
Gulttuk (굴뚝)es la chimenea, por donde escapa el vapor que perdió calor.
Buneomgi (부넘기)
Gudeulgaejari (구들개자리)
Gorae (고래)
Goraegaejari (고래개자리)
Gulttukgaejari (굴뚝개자리)